# Ibrahima Touré
Ibrahima Touré (ur. 17 grudnia 1985 w Dakarze) – piłkarz senegalski, grający na pozycji napastnika w klubie Gazélec Ajaccio.

## Kariera klubowa
Od 2017 roku jest zawodnikiem klubu Gazélec Ajaccio. Od roku 2012 reprezentował barwy francuskiego AS Monaco. Już w pierwszym sezonie strzelił 10 goli w 17 spotkaniach. Wraz z klubem w sezonie 2012/13 wywalczył awans do Ligue 1.
| Sezon   | Klub               | Kraj                         | Rozgrywki            | Mecze | Bramki | Rozgrywki Europy | Mecze | Bramki |
| ------- | ------------------ | ---------------------------- | -------------------- | ----- | ------ | ---------------- | ----- | ------ |
| 2003/04 | ADS Aldo Gentina   | Senegal                      | Championnat National | ?     | ?      | –                | –     | –      |
| 2004/05 | FC Metz B          | Francja                      | CFA                  | 0     | 0      | –                | –     | –      |
| 2005    | Chengdu Wuniu      | Chiny                        | China League One     | 18    | 2      | –                | –     | –      |
| 2005/06 | Wydad Casablanca   | Maroko                       | GNF 1                | ?     | ?      | –                | –     | –      |
| 2006/07 | Wydad Casablanca   | Maroko                       | GNF 1                | ?     | ?      | –                | –     | –      |
| 2007/08 | Paykan F.C. (wyp.) | Iran                         | IPL                  | 21    | 13     | –                | –     | –      |
| 2008/09 | Persepolis F.C.    | Iran                         | IPL                  | 24    | 11     | –                | –     | –      |
| 2009/10 | Sepahan Isfahan    | Iran                         | IPL                  | 24    | 18     | –                | –     | –      |
| 2010/11 | Sepahan Isfahan    | Iran                         | IPL                  | 27    | 18     | –                | –     | –      |
| 2011/12 | Ajman Club         | Zjednoczone Emiraty Arabskie | UAE League           | 10    | 7      | –                | –     | –      |
| 2011/12 | AS Monaco          | Francja                      | Ligue 2              | 17    | 10     | –                | –     | –      |
| 2012/13 | AS Monaco          | Francja                      | Ligue 2              | 35    | 18     | –                | –     | –      |
| 2013/14 | Al-Nasr Dubaj      | Zjednoczone Emiraty Arabskie | UAE League           | 20    | 16     | –                | –     | –      |
| 2014/15 | Al-Nasr Dubaj      | Zjednoczone Emiraty Arabskie | UAE League           | 23    | 18     | –                | –     | –      |
| 2015/16 | Al-Nasr Dubaj      | Zjednoczone Emiraty Arabskie | UAE League           | 0     | 0      | –                | –     | –      |
| 2016    | Liaoning Whowin    | Chiny                        | China Super League   | 10    | 3      | –                | –     | –      |
| 2017/18 | Gazélec Ajaccio    | Francja                      | Ligue 2              | 16    | 5      | –                | –     | –      |

Stan na: koniec sezonu 2017/2018.

## Kariera reprezentacyjna
W reprezentacji Senegalu Touré rozegrał 4 mecze w 2012 roku.